# Pilatus PC-21
Pilatus PC-21 je jednomotorový turbovrtulový pokročilý cvičný letoun vyráběný švýcarskou společností Pilatus Aircraft. Kromě Švýcarska jsou dalšími uživateli tohoto typu letectva Spojených arabských emirátů, Saúdské Arábie, Singapuru a Kataru. Výkony stroje umožňují jak základní, tak pokročilý letecký výcvik. Například ve Švýcarských vzdušných silách PC-21 umožňují přechod pilota přímo na nadzvukové bojové stroje F/A-18 Hornet.

## Vývoj
Vývoj nástupce úspěšných cvičných letounů PC-7 a PC-9 byl ve společnosti Pilatus odsouhlasen v listopadu 1998, přičemž od ledna následujícího roku započaly vývojové práce. Pro nový typ bylo vybráno označení PC-21, symbolizující, že se jedná o stroj pro 21. století. 
Stavba prvního prototypu byla zahájena v roce 2001 v závodě v Stanse a dokončena byla v roce 2002.
První prototyp (imatrikulace HB-HZA) poprvé zalétal pilot Bill Tyndall 1. července 2002. 
Práce na druhém prototypu PC-21 (HB-HZB) byly dokončeny v květnu 2004, první let pak provedl 7. června pilot Andreas Ramseier. Dne 13. ledna 2005 havaroval na letišti Buochs kvůli chybě pilota, který při nehodě zahynul.
První předsériový stroj (výr. č. 101, HB-HZC) poprvé vzlétl v srpnu 2005 a druhý (102, HB-HZD) 17. března 2006. Plná certifikace letounu byla dokončena v prosinci 2006.

## Nasazení

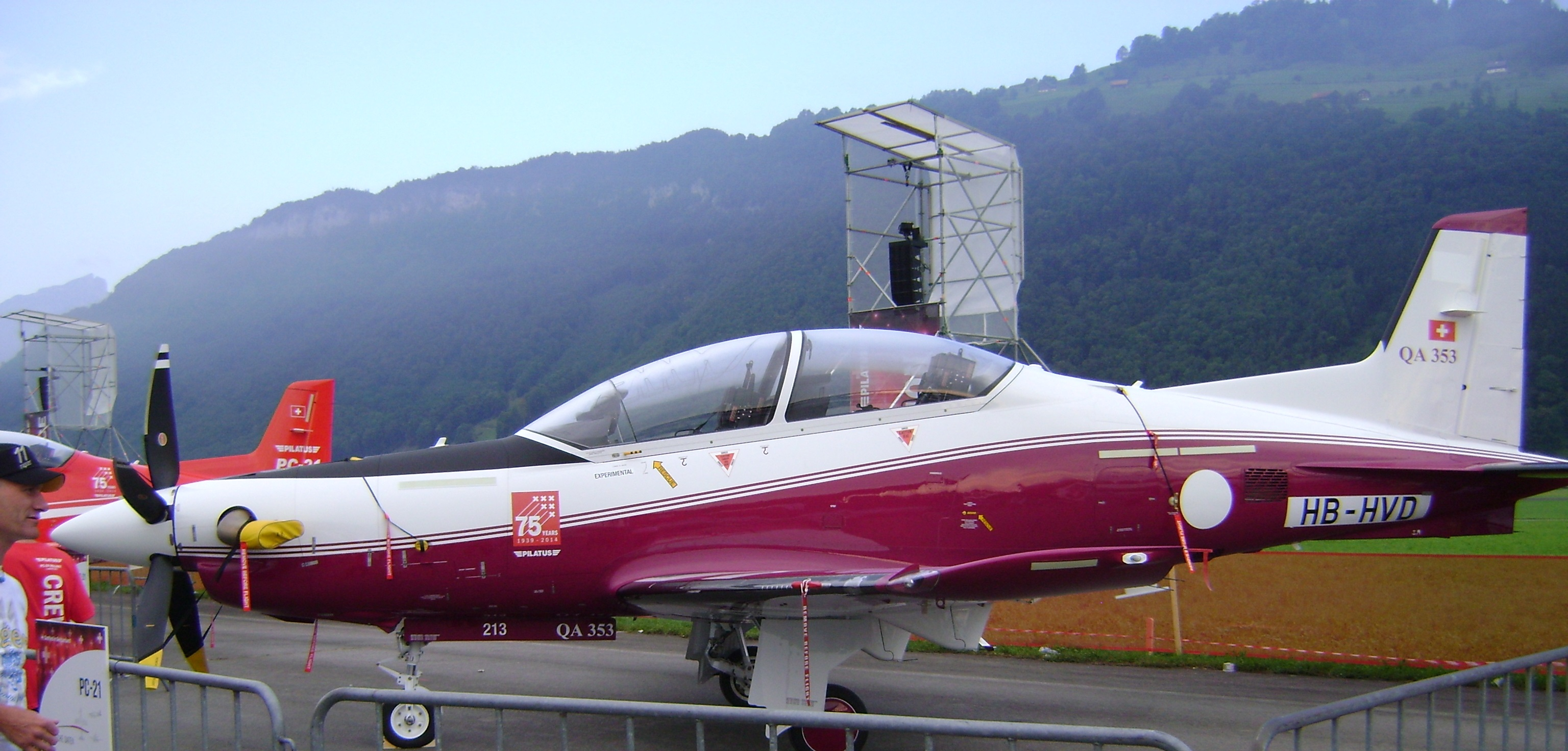
Katarský PC-21 (výr. č. 213, QA 353

Prvním objednávka na typ PC-21 přišla ze Singapuru, jehož letectvo 3. listopadu 2006 objednalo celkem 19 strojů. Jejich výroba byla zahájena v roce 2007 (výr. č. 109 až 127). Prvních šest kusů přepravil transportní Antonov An-124 firmy Volga-Dnepr ze základny Emmen u Lucernu do Perthu 2. dubna 2008. Další dva lety se uskutečnily v červnu a srpnu. Stroje dostala 130. peruť operující na australské letecké základně Pearce. 
Švýcarské letectvo objednalo 22. ledna 2007 celkem šest strojů PC-21. První z objednaných letounů (výr. č. 104, A-102) vzlétl 6. července 2007, druhý (103, A-101) 20. července 2007. Všech šest strojů (103 až 108, A-101 až A-106) bylo dodáno do léta 2008. Dne 17. prosince 2010 byly přiobjednány ještě další dva kusy PC-21 (153 a 154, A-107 a A-108). Dodány byly 12. dubna 2012. Stroje byly přiděleny Pilotní škole vzdušných sil na základně Emmen.
Třetím uživatelem typu se stalo letectvo Spojených arabských emirátů, které 17. listopadu 2009 objednalo 25 kusů (výr. č. 128 až 152). První exemplář byl zalétán 23. listopadu 2010. Letouny byly dodány do roku 2011 a byly přiděleny 3. peruti Letecké výcvikové školy Vyššího leteckého učiliště „Khalif bin Zayed“ na základně Al Ain. 
Dne 25. května 2012 byl uzavřen kontrakt na dodávku 55 kusů PC-21 (výr. č. 155 až 213) vzdušným silám Saúdské Arábie. Přiděleny byly 9. a 21. peruti Letecké akademie „Krále Faisala“ na letecké základně Krále Khaleda v Rijádu, kde nahradily stroje PC-9. Dodány byly mezi červnem 2014 a dubnem 2016. Součástí dodávky bylo také 22 proudových cvičných letounů BAE Hawk, které slouží k výcviku pro tamní stíhací letouny Eurofighter Typhoon.
Dne 23. července 2012 navíc objednalo 24 letounů (výr. č. 210 až 233, QA 350 až QA 373) letectvo Kataru. První dva letouny pro Qatar Emiri Air Force odletěly ze Švýcarska 29. září 2014. Do konce roku bylo dodáno dalších šest PC-21, které byly přiděleny Výcvikové peruti na letecké základně Al Udaid. Končná dodávka byla zrealizovaná do konce roku 2015. Dne 10. července 2019 byly dva kusy ztraceny při výcviku během kolize ve vzduchu.
V roce 2017 převzalo deset kusů PC-21 Jordánské královské letectvo, později byly přikoupeny další dva. Provozovány jsou na letecké základně Mafraq 11. perutí.
Australské letectvo objednalo celkem 49 PC-21 (sér. č. A54-001 až A54-049). První z nich (výr. č. 234) byl dodán v březnu 2017, poslední v prosinci 2019. 22 letounů bylo umístěno na základně East Sale u No.1 Flying Training School. Na základně Pearce je dislokovaných dalších 19 letounů u jednotky No.2 FTS. Ze zbývajících kusů jsou čtyři vyčleněny pro zkušební jednotku Aircraft Research and Development Unit a čtyři pro No.4 Squadron na bázi Williamtown.
V lednu 2017 bylo oznámeno, že dva PC-21 pořizuje britská společnost QinetiQ, která zajišťuje chod školy pro zkušební piloty Empire Test Pilots School na základně MoD Boscombe Down. Převzaty byly v červenci a říjnu 2018.
Francie pořídila celkem 17 PC-21, které byly od října 2018 dodávány na základnu BA709 Cognac-Châteaubernard.

## Konstrukce

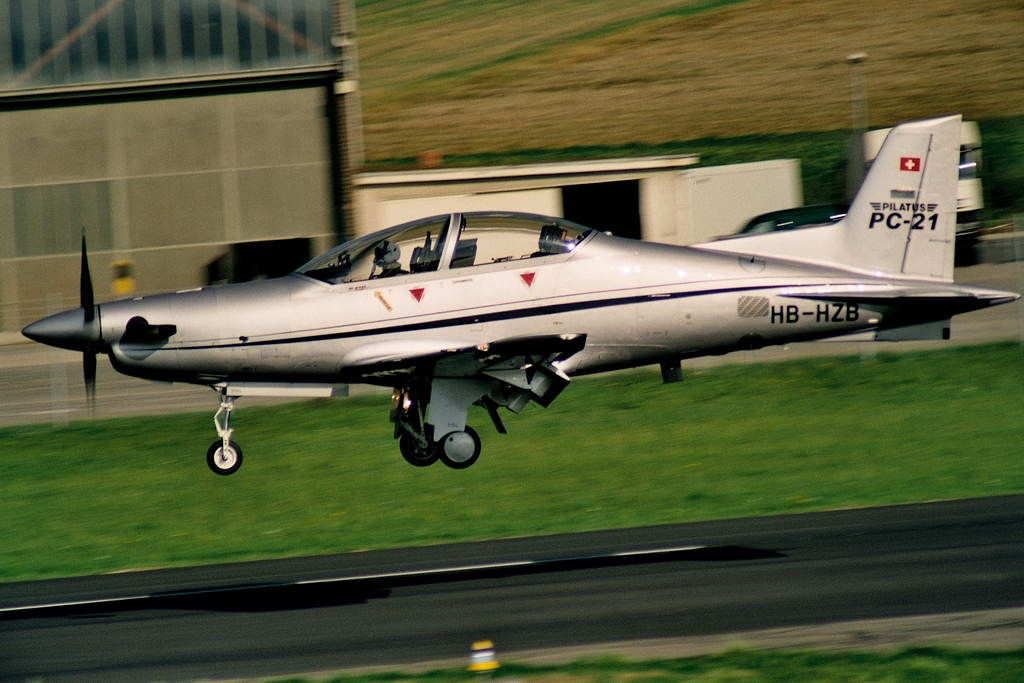
PC-21 (HB-HZB)

Jedná se o pokročilý celokovový cvičný letoun klasické koncepce. Oproti svým předchůdcům se vyznačuje čistější aerodynamikou. Letoun pohání turbovrtulový motor Pratt & Whitney Canada PT6A-68B o výkonu 1195 kW roztáčející pětilistou vrtuli Hartzell E8991 KX o průměru 2,39 m. Tzv. skleněný kokpit letounu se svým uspořádáním a vybavením (trojice displejů AMLCD o rozměrech 6×8 palců, displej HUD typu Flight Visions SparrowHawk pro pilotního žáka) přibližuje kokpitům soudobých bojových letounů. Posádka letounu má k dispozici vystřelovací sedadla Martin Baker Mk.16L umožňující opuštění letounu v nulové výšce a rychlosti. Pilotní kabina má dvoudílný překryt Mecaplex odolný proti nárazu ptáků do hmotnosti 1,5 kg a rychlosti 685 km/h. Křídlo letounu má lichoběžníkový tvar. Obsahuje dvoudílné vztlakové klapky typu Fowler a kombinaci hydraulicky ovládaných křidélek a spoilerů. Lze jej vybavit čtyřmi závěsníky pro až 1150 kg výzbroje. Pátý závěsník může být instalován pod trupem.

## Uživatelé
Austrálie

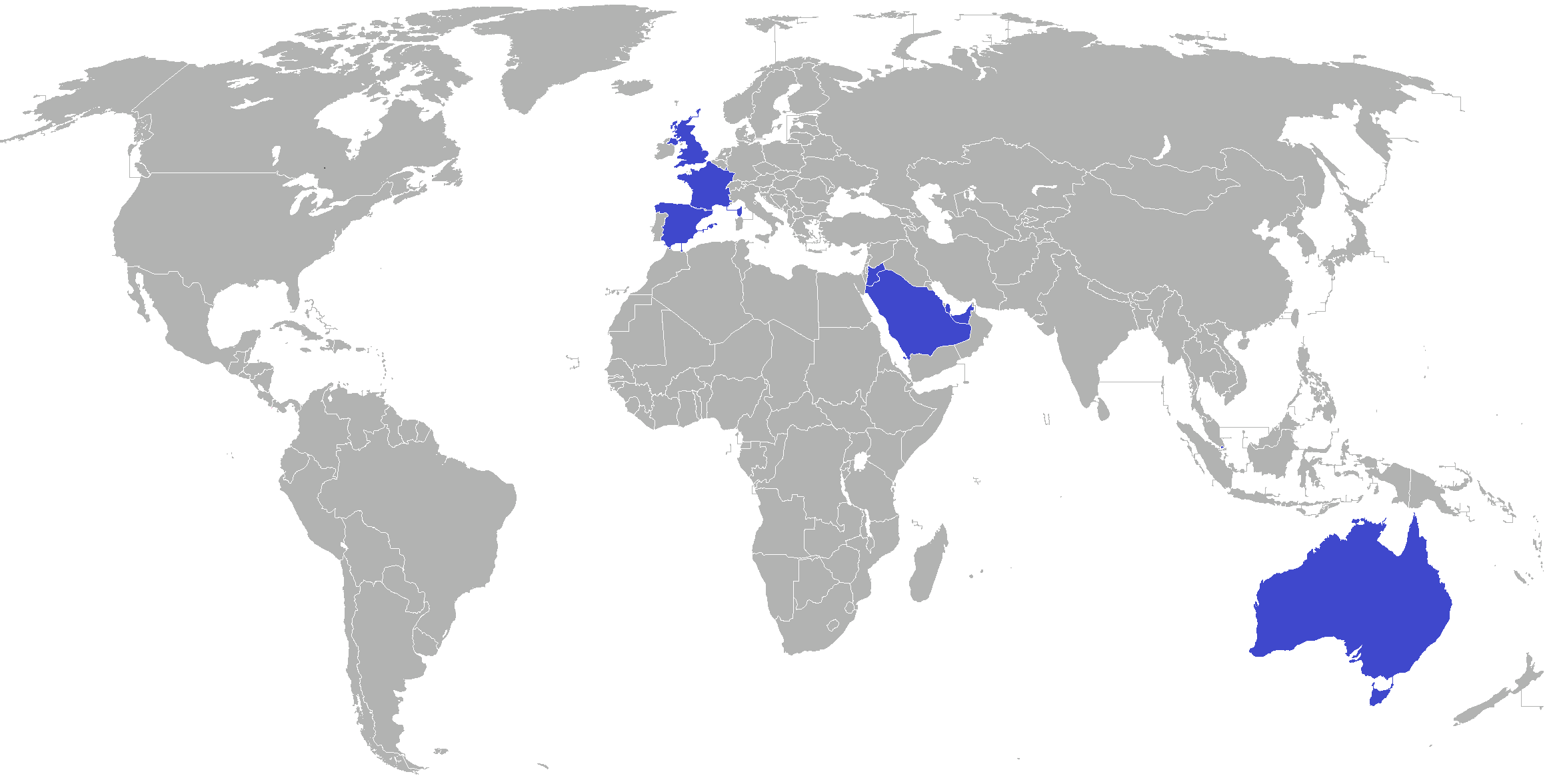
Přehled uživatelů

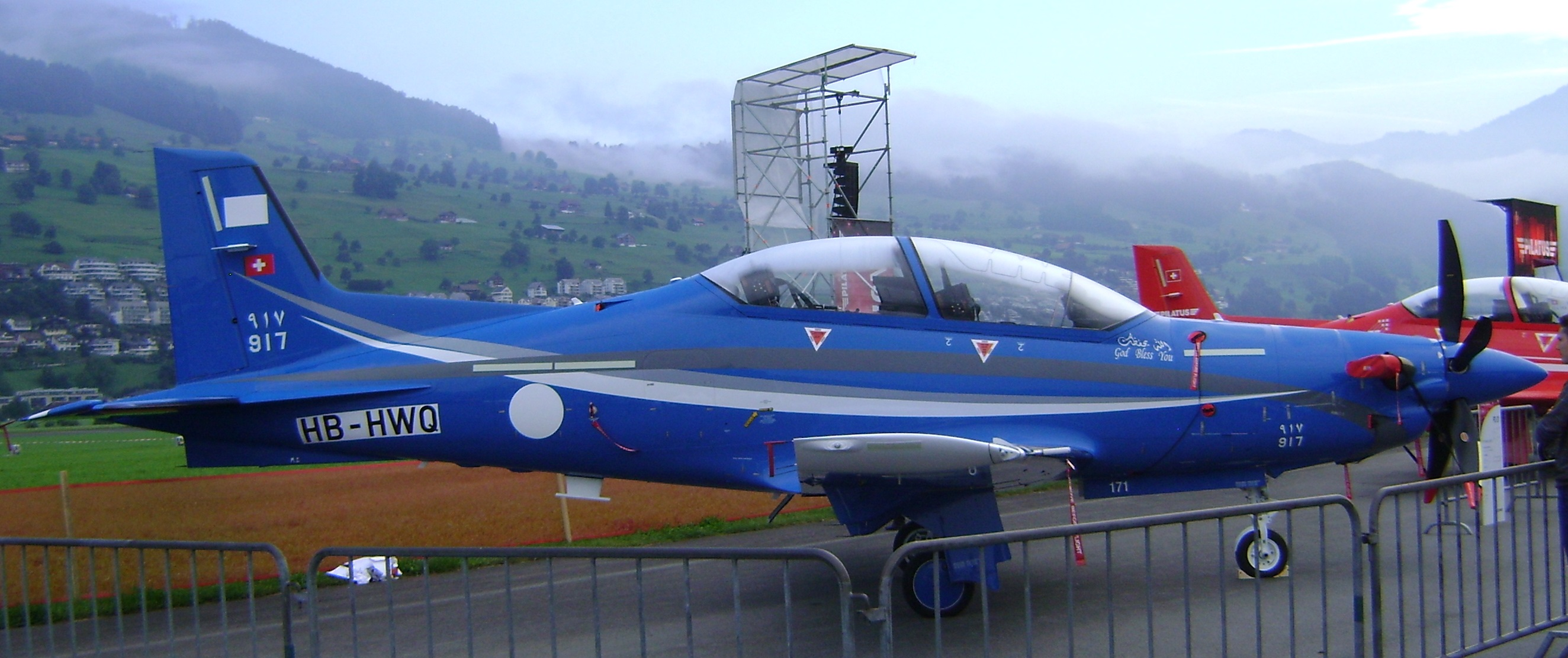
Saúdský PC-21 přidělený 9. peruti

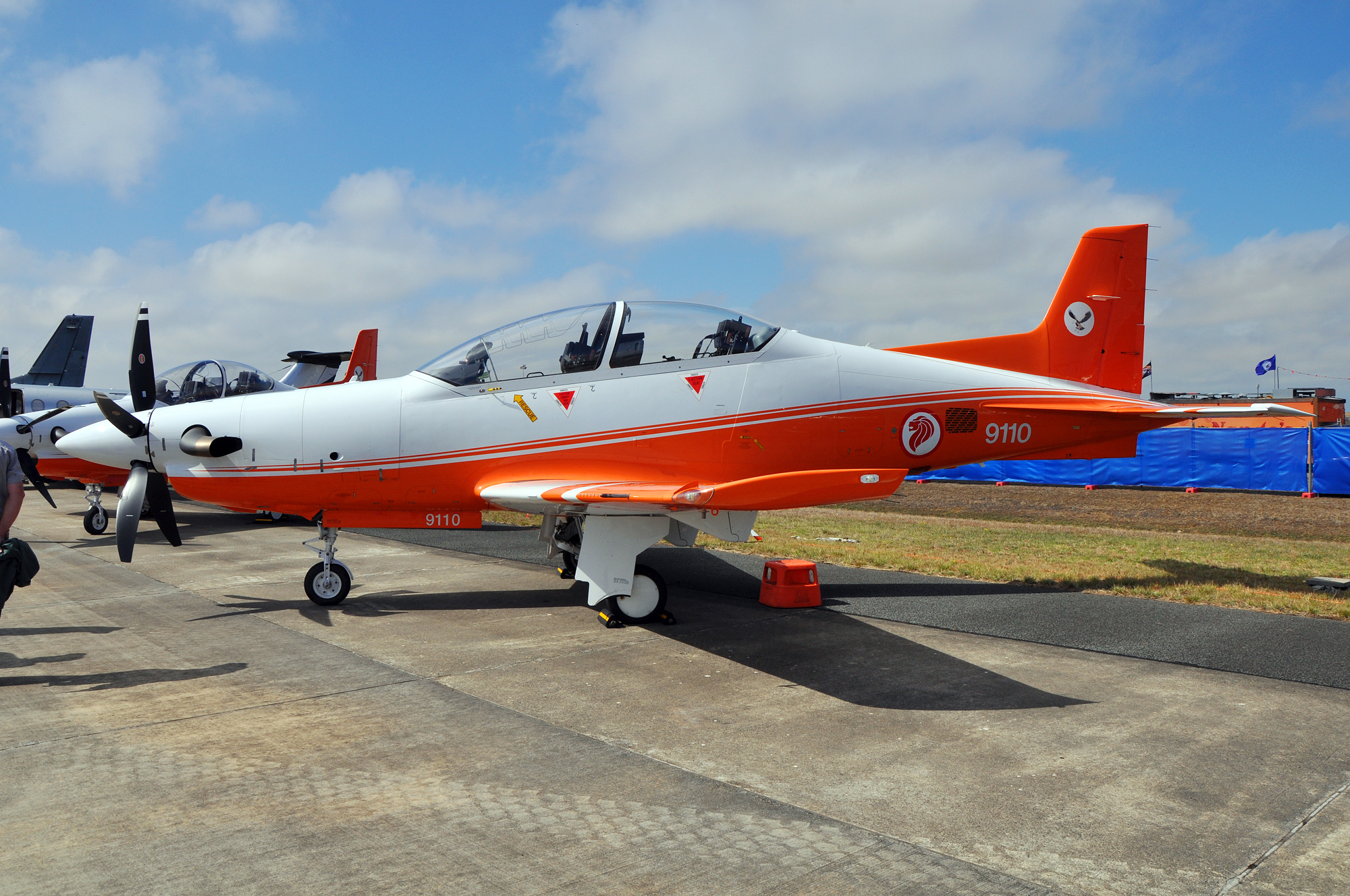
Singapurský PC-21 (výr. č. 118, 9110)

- Royal Australian Air Force: 6,[6] celkem objednávka na 49 kusů.

 Francie
- Armée de l'air: v únoru 2017 objednávka 17 letounů, dodávky realizovány od října 2018.[7]

 Jordánsko
- Jordánské královské letectvo: 2 kusy,[8] objednáno celkem 8. Celkově dodáno 12 strojů.

 Katar
- Katarské letectvo – 24 kusů.

 Saúdská Arábie
- Saúdské královské letectvo[9]

 Singapur
- Singapurské letectvo – 19 kusů. Dodány v polovině roku 2008.[2]

 Spojené arabské emiráty
- Letectvo Spojených arabských emirátů – 25 kusů. Dodány od roku 2011.[2]

 Spojené království
- QinetiQ: objednány 2 kusy.[7]

 Švýcarsko
- Švýcarské vzdušné síly – 8 kusů. Dodány v letech 2008 a 2012.[2]

## Specifikace (PC-21)

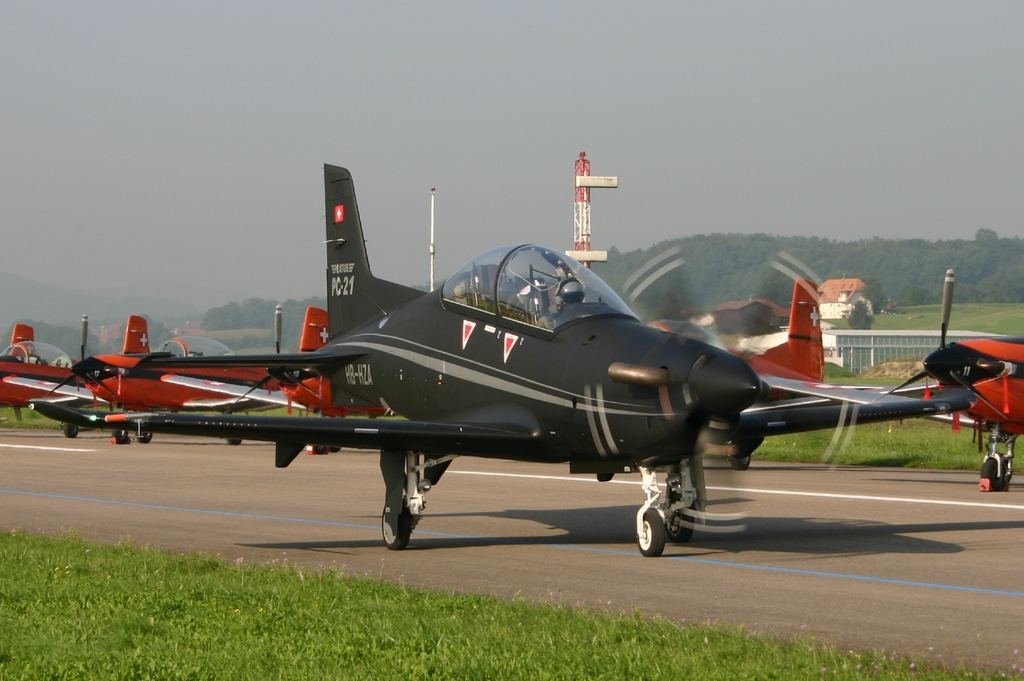
První prototyp letounu Pilatus PC-21 (HB-HZA)

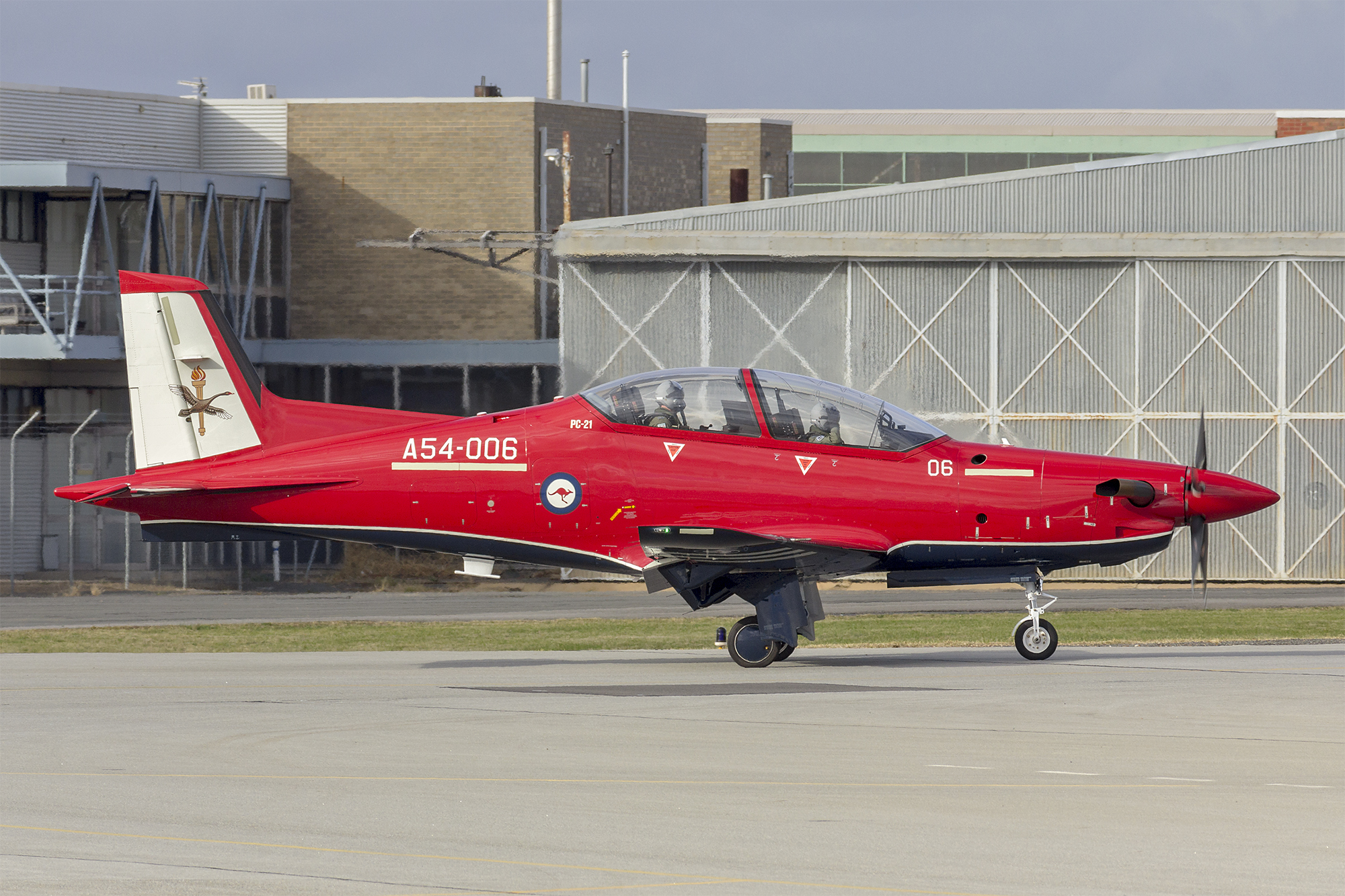
Pilatus PC-21 (A54-006), RAAF

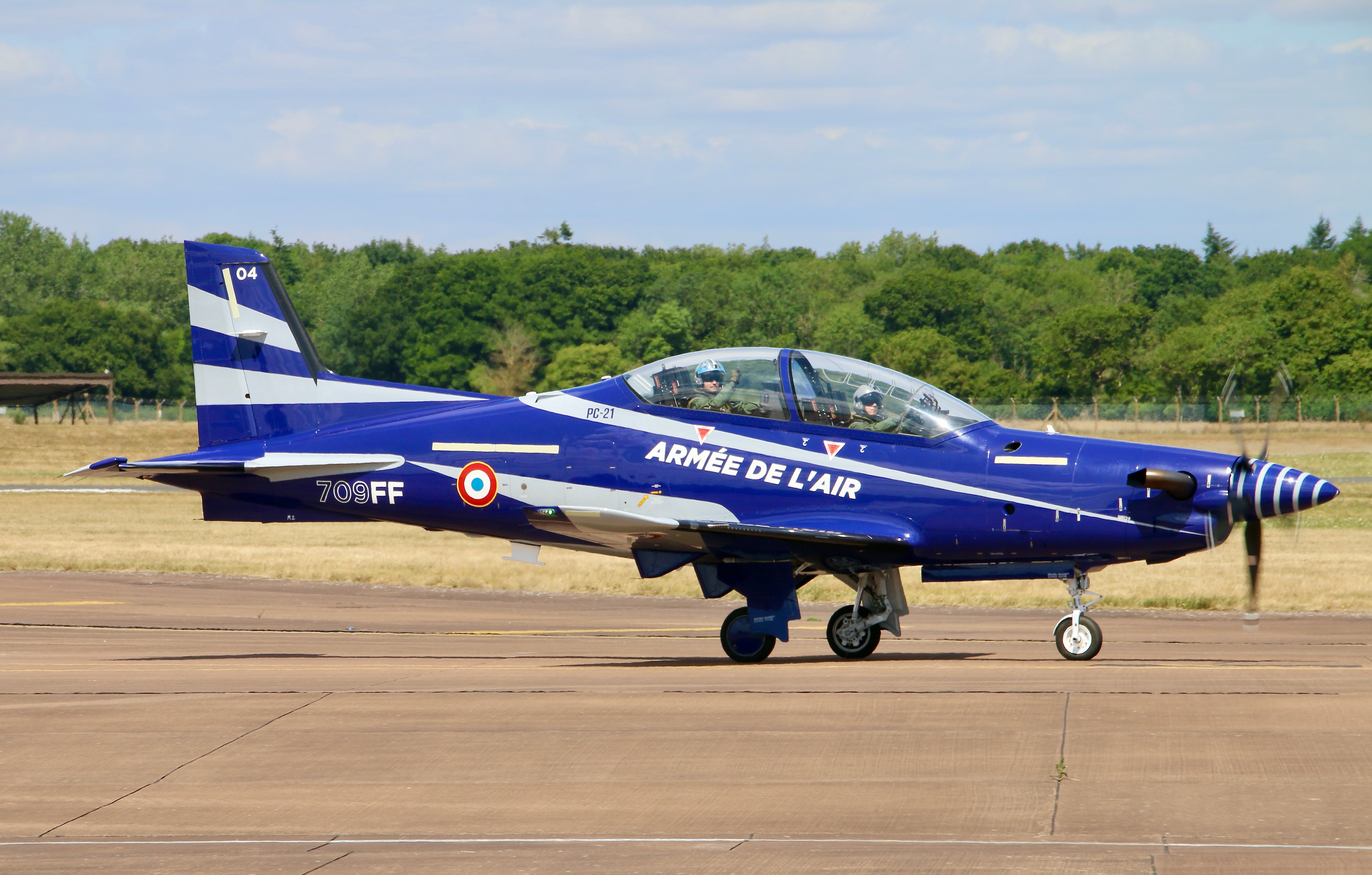
Francouzský Pilatus PC-21 (709FF)

### Technické údaje
- Osádka: 2 (instruktor a žák)
- Délka: 11,232 m
- Rozpětí: 9,108 m
- Výška: 3,749 m
- Nosná plocha: 15,221 m²
- Hmotnost prázdného letounu: 2330 kg[2]
- Vzletová hmotnost : 4250 kg
- Pohonná jednotka: 1× turbovrtulový motor Pratt & Whitney Canada PT6A-68B
- Výkon pohonné jednotky: 1195 kW

### Výkony
- Cestovní rychlost: 598 km/h
- Maximální rychlost: 685 km/h
- Vzletová rychlost: 159 km/h
- Pádová rychlost: 170 km/h
- Přistávací rychlost: 180 km/h
- Dolet 1330 km
- Dostup: 11 590 m
- Počáteční stoupavost: 21 m/s
- Maximální přetížení draku při akrobacii: +8/-4 g
- Délka vzletu: 725 m
- Délka přistání: 900 m

### Výzbroj
- 5 × závěsník pro až 1 150 kg výzbroje